# Trinidad de Copán
Trinidad de Copán è un comune dell'Honduras facente parte del dipartimento di Copán.
Il comune venne istituito nel 1836.